# Pipalada
Pipalada foi um antigo sábio e filósofo védico indiano na tradição hindu. Ele é conhecido por ter escrito o Práxena Upanixade, que está entre os dez Múquia Upanixades. Ele foi o fundador da escola de pensamento Pipalada, que ensinou o Atarvaveda.